# Stoicănești
Stoicănești là một xã thuộc hạt Olt, România. Dân số thời điểm năm 2002 là 3075 người.